# Scymnus pacificus
Scymnus pacificus är en skalbaggsart som beskrevs av George Robert Crotch 1874. Scymnus pacificus ingår i släktet Scymnus och familjen nyckelpigor. Inga underarter finns listade i Catalogue of Life.